# Liste der Bodendenkmäler in Brilon
Die Liste der Bodendenkmäler in Brilon enthält die denkmalgeschützten unterirdischen baulichen Anlagen, Reste oberirdischer baulicher Anlagen, Zeugnisse tierischen und pflanzlichen Lebens und paläontologischen Reste auf dem Gebiet der Stadt Brilon im Hochsauerlandkreis in Nordrhein-Westfalen (Stand: September 2020). Diese Bodendenkmäler sind in Teil B der Denkmalliste der Stadt Brilon eingetragen; Grundlage für die Aufnahme ist das Denkmalschutzgesetz Nordrhein-Westfalen (DSchG NRW).
| Bild           | Bezeichnung                                                                      | Lage                                   | Beschreibung | Bauzeit | Eingetragen seit | Denkmal- nummer    |
| -------------- | -------------------------------------------------------------------------------- | -------------------------------------- | ------------ | ------- | ---------------- | ------------------ |
|                | Alte Fernverkehrsstraße in der Hilbringse                                        | 469366,70 / 5691218,47                 |              |         | 02.11.1995       | 450 / 10           |
| weitere Bilder | Borbergs Kirchhof                                                                | 467366,40 / 5689651,05                 |              |         | 15.11.1985       | 450 / 1            |
| Burg Altenfils | Burg Altenfils                                                                   | Rösenbeck 479995,30 / 5695903,25 Karte |              |         | 15.11.1985       | 450 / 2            |
| Eisenberg      | Eisenberg                                                                        | 467882,43 / 5691452,91                 |              |         | 23.03.1990       | 450 / 8            |
|                | Grabhügelgruppe im Madfelder Holz                                                |                                        |              |         |                  | 450 / 3            |
|                | Hallersteinhöhle                                                                 | Alme 473017,63 / 5698737,83            |              |         | 15.11.1985       | 450 / 7            |
| weitere Bilder | Hollenloch, Höhlenportal                                                         | Rösenbeck Karte                        |              |         | 15.11.1985       | 450 / 5            |
|                | Landwehr i.d. Nähe von Haus Romberg                                              | 474907,44 / 5692802,80                 |              |         | 02.11.1995       | 450 / 11           |
|                | Reste der alten Stadtmauer, Wallanlage + Graben                                  | 469675,09 / 5693854,58                 |              |         | 23.03.1990       | 450 / 9            |
|                | Reste eines Erdwalls der Wallburg in Alme                                        | Alme 473844,76 / 5700516,10            |              |         | 15.11.1985       | 450 / 4, 4a bis 4f |
|                | Schwermetallabbaurevier Buchholz                                                 | Alme 47993,66 / 5701197,11             |              |         | 26.01.2016       | 450/100            |
| weitere Bilder | Steinbruch Nehden, Saurierfundstelle                                             | Nehden 474657,68 / 5698226,68          |              |         | 15.11.1985       | 450 / 6            |
|                | Sedimente im „Immental“                                                          | Alme/Nehden 476010,56 / 5699461,91     |              |         | 03.01.2005       | 450 / 12           |
|                | Teilbereich der Briloner Landwehr am Eschenberg                                  |                                        |              |         | 15.11.1985       | 450 / 13           |
|                | Teilbereich der Briloner Landwehr am Forstenberg                                 | 468188,44 / 5691016,96                 |              |         | 10.01.2006       | 450 / 14           |
|                | Eisenhütte Gudenhagen                                                            |                                        |              |         | 12.07.2006       | 450 / 15           |
|                | Hohlwege am Haus Romberg                                                         | 474598,49 / 5692749,37                 |              |         | 05.12.2006       | 450 / 16           |
|                | Siedlung an der Fülsenbecke                                                      | 468002,77 / 5695373,03                 |              |         | 17.05.2004       | 450 / 17           |
|                | Relikte einer frühneuzeitlichen Ziegelei am Tettler                              | 472150,63 / 5692407,60                 |              |         | 10.06.2008       | 450 / 18           |
|                | Reste einer Warte (Stumpfer Turm) der Briloner Landwehr nordöstlich der Keffelke | Thülen 474563,89 / 5695138,59          |              |         | 26.08.2014       | 450 / 19           |